# Гутьеррес, Антонио
Анто́нио Гарси́а Гутье́ррес (исп. Antonio García Gutiérrez; 5 октября 1813, Чиклана-де-ла-Фронтера, Кадис — 26 августа 1884, Мадрид) — испанский писатель

, драматург и журналист.

## Биография
После недолгого изучения медицины в своем родном городе в 1833 году отправился в Мадрид, зарабатывал переводами, в том числе переводя Александра Дюма и Эжена Скриба, жил в довольно стесненных, даже убогих условиях.

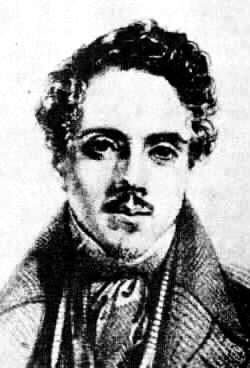
Гутьеррес в юности

В 1853 году пришёл, хоть и абсолютно заслуженный, но в какой-то мере неожиданный успех — опера «Трубадур» по его пьесе, поставленная 19 января 1853 года, возымела бешеный успех у публики. Имя Гутьерреса немедленно оказалось у всех на слуху — «Трубадур» моментально стал модным произведением, а его автор с каждым днем обнаруживал себя всё более знаменитым драматургом. Немалую славу принес автору знаменитой пьесы и Джузеппе Верди, создавший знаменитую музыку к опере. А впереди ожидал уже новый успех — опера «Симон Бокканегра» по его пьесе. Музыку к этой опере также сочинил маэстро Верди.
На волне успеха, особенно материальной его составляющей, Антонио перебрался в Испанскую Америку, где работал журналистом на Кубе и в Мексике и где оставался до 1850 года. Позже Гутьеррес снова вернулся в Испанию.
Много работал над сарсуэлами, среди которых наибольшей популярностью пользовались «El grumete» (1853), «La venganza catalana» (1864) и «Juan Lorenzo» (1865).
В Мадриде Гутьеррес возглавил археологический музей. Со временем его назвали наиболее талантливым среди испанских драматургов XIX века за его умение анализировать и раскрывать женские образы.
Творческое наследие Антонио как поэта не слишком велико и представлено изданием «Poesías» 1840 года и «Luz y tinieblas» 1842 года